# Римніку-де-Жос
Римніку-де-Жос (рум. Râmnicu de Jos) — село у повіті Констанца в Румунії. Входить до складу комуни Коджалак.
Село розташоване на відстані 188 км на схід від Бухареста, 52 км на північ від Констанци, 94 км на південь від Галаца.

## Населення
За даними перепису населення 2002 року у селі проживали 710 осіб, усі — румуни. Усі жителі села рідною мовою назвали румунську.